# Портрет Лоренцо Соранцо
«Портрет Лоренцо Соранцо» (итал. Ritratto di Lorenzo Soranzo) — картина итальянского живописца Якопо Робусти известного как Тинторетто (1518—1594), представителя венецианской школы. Создана в 1553 году. Хранится в коллекции Музея истории искусств в Вене (инв. № 308 GG). Картина появилась в императорской галерее в 1824 году.
На полотне изображен Лоренцо Соранцо (1519—1575), который занимал высокую должность с 1551 года в 35-летнем возрасте. Несмотря на то, что в портретной живописи Тинторетто часто подчеркивает в основном социальный статус натурщика, он все же глубоко проникает в психологическое состояние и аристократическую одухотворенность человека, как это видно на этой картине. Такие портреты, как этот, позже служили образцами для портретов Антониса ван Дейка.